# Рубін
Рубі́н (лат. rubens, rubinus — червоний) — різновид мінералу корунду. Червоне забарвлення зумовлене домішками хрому; колір може варіюватися від блідо-червоного до темно-червоного.
Застаріла назва — сардіс, лал.

## Етимологія та історія
Термін можна простежити через середньоверхньонімецьку (приблизно з 1250 року) rubīn і старофранцузьку rubin від середньолатинської rubinus (назва червоного дорогоцінного каменю) до латинської rubeus («червоний, червоний»).
Тобто, основна версія походження назви — від лат. «rubeus» — червоний.
Вважається, що рубіни видобували й цінували в шахтах на території сучасної М'янми ще в бронзовому віці.
Воїни давньої Бірми вживлювали собі під шкіру рубіни, вірячи що це зробить їх невразливими для ворожої зброї.
Більше 2000 років тому рубіни також шанувалися в Індії і використовувалися як талісмани. Рубін на санскриті носить назву «ратнарадж» — цар каменів. Знали рубіни також стародавні єгиптяни, греки й римляни. Київський князь Святослав Хоробрий носив сережку з рубіном і перлиною.
Рубін має важливе значення вже в Старому Завіті: це четвертий з дванадцяти каменів, що прикрашають ефод первосвященика, кожен з яких призначений племені Ізраїлю. Рубін є символом царського племені Юди. Грабанус Мавр пише, що рубін світиться навіть у темряві та символізує слово Боже. Алкуїн вважав, що рубін символізує Христа. Тому гранильники представляли рубін як «камінь каменів», який об'єднує «силу» всіх інших каменів.
Близько 1800 року було визнано зв'язок із сапфіром. З тих пір рубіни можна було відрізнити від червоних шпінелей і червоних гранатів, які раніше всі називали карбункулами.
1800 року в Європі відкрили спорідненість рубіна до сапфіра. 1835 року почали виготовляти штучні рубіни.
В українській науковій літературі вперше описаний у лекції «Про камені та геми» Ф. Прокоповича (Києво-Могилянська академія, 1705—1709 рр.).

## Загальний опис
Хімічна формула: Al2О3
Колір: червоний, з різними відтінками. Колір риски — білий
Рубіни мають твердість 9,0 за шкалою мінералів Мооса. Серед природних дорогоцінних каменів тільки муассаніт і алмаз є твердішими, алмаз має твердість 10,0, а муассаніт — 9,5 і таким чином знаходиться між корундом (рубіном) і алмазом за твердістю. Густина рубіну 3,97 — 4,05 (докладніше див. корунд). Від червоної шпінелі відрізняється за формою кристалів, в інших випадках відрізняють інструментально, наприклад під мікроскопом. Червоне забарвлення додає домішка хрому. Червоний корунд називають рубіном, синій — сапфіром. Світлофарбований сапфір або безбарвний корунд ювелірної якості носить назву лейкосапфір. «Зірчасті» різновиди рубіну й сапфіру з добре вираженим ефектом астеризму обробляються у вигляді кабошону.
Спайність: відсутня. Злам: дрібнораковистий, нерівний, крихкий. Сингонія: тригональна. Кристали: шестигранні депірамідальні, таблитчасті, рідше призматичні.
Плеохроїзм: сильний від жовтувато-червоного до насиченого карміново-червоного.
Люмінесценція: сильна, карміново-червона.

## Родовища
Утворюється метасоматичним шляхом як пневматолітово-гідротермальний мінерал при процесах скарнування мармурів (родовища у М'янмі, Таїланді, Пакистані). Зустрічається у жилах слюдистих плагіоклазитів серед кальцифірів і ультраосновних порід (родовища у Танзанії, Кенії). Головний промисловий тип родовищ — елювіально-делювіальні і алювіальні розсипи ближнього зносу.
Окрім Антарктиди, зустрічається на всіх континентах. Цінуються в основному азійські рубіни.
Головними країнами-експортерами рубінів на сьогодні є, у порядку спадання: Мадагаскар, Мозамбік, М'янма, Таїланд, Шрі-Ланка, В'єтнам та Камбоджа. Користуються попитом також рубіни з Східної Африки, з таких країн, як Танзанія. З найдавніших часів видобувається на Памірі (родовище Кухілал, Таджикистан).
З часів середньовіччя найбільшу славу отримали рубіни Могоку (Північно-Східна М'янма). Тут в «долині рубінів» протягом майже п'ятнадцяти століть (до самого нашого часу) видобували найкращі у світі рубіни відтінку «голубиної крові» (чистий, яскравий, глибокий червоний колір). Ж. Кессель у книзі «Долина рубінів» стверджував: «Усі рубіни, про які повідомляють найдавніші тексти — Коран, Пісня над піснями, китайські літописи й індійські веди, — усі рубіни, які з одвічних часів одягали на себе князі, королі й імператори, усі рубіни, що прикрашали діадеми, тіари й корони, а також незліченні скарби раджів, — усі ці рубіни, усі до останнього, найдавнішого, прийшли до нас з долини Могоку».
Історично рубіни видобували також у Таїланді, в районах Пайлін і Самлут в Камбоджі, а також в Афганістані, Австралії, Бразилії, Колумбії, Індії, Намібії, Японії та Шотландії. Після Другої світової війни родовища рубінів були знайдені на Мадагаскарі, Мозамбіку, Непалі, Пакистані, Таджикистані, Танзанії та В'єтнамі.
Республіка Північна Македонія в Європі має природні рубіни. В основному їх можна знайти в околицях міста Прилеп. Македонські рубіни мають унікальний малиновий колір.
Рубіни були знайдені в штатах США Монтана, Північна Кароліна, Південна Кароліна та Вайомінг.
Шпінель, ще один червоний дорогоцінний камінь, іноді знаходять разом з рубінами в гравії або мармурі. Ті, хто не має досвіду роботи з дорогоцінними каменями, можуть прийняти червону шпінель за рубіни. Однак найкраща червона шпінель, яку зараз дуже шукають, може мати вартість, яка наближається до всіх, крім найкращих зразків рубіна.
Долина Могок у Верхній М'янмі,яка протягом століть була головним у світі джерелом рубінів за останні роки дає небагато рубінів. Натомість у центральній М’янмі район Монг Хсу почав видобувати рубіни в 1990-х роках і швидко став головним у світі районом видобутку рубінів. Найновіше знайдене родовище рубінів у М'янмі знаходиться в Нам'я (Нам'язейк), розташованому в північному штаті Качин.
У пакистанському Кашмірі є величезні підтверджені запаси мільйонів рубінів вартістю до півмільярда доларів. Однак станом на 2017 рік існувала лише одна шахта (у Чітта-Каті) через відсутність інвестицій.
В Афганістані рубіни видобувають у Джегдалек.
У 2017 році в Гренландії  почала працювати шахта Aappaluttoq . Шахта розташована в 160 кілометрах на південь від Нуука, столиці Гренландії.. Рубіни в Гренландії вважаються одними з найдавніших у світі, їм приблизно 3 мільярди років.
Рубінова копальня Монтепуез на північному сході Мозамбіку розташована на одному з найзначніших рубінових родовищ у світі . Хоча рубіни були виявлені тут лише вперше в 2009 році, менш ніж за десять років Мозамбік став одним з найбільших у світі видобувників рубінів.
В Україні рубіни є в районі Середнього Побужжя (Капітанівське родовище).

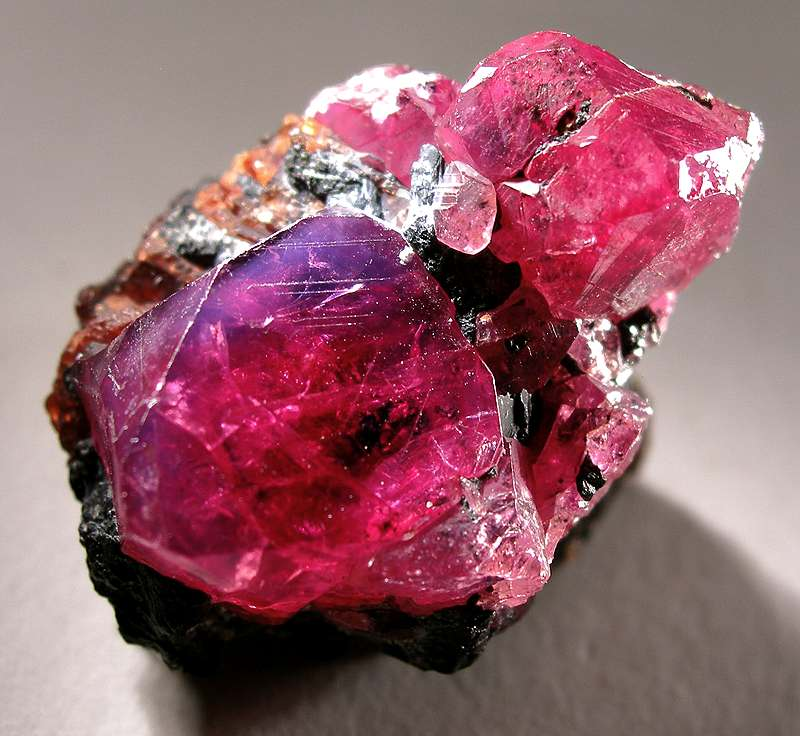
Природні кристали рубінів (Вінза, Танзанія)
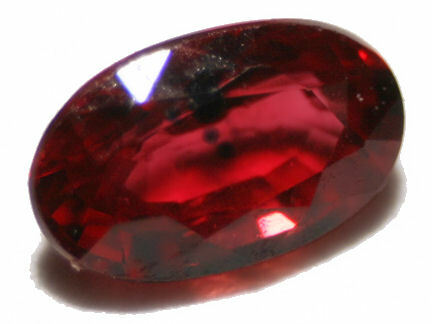
Природний рубін з включеннями
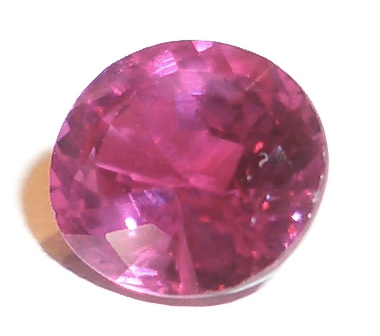
Рожевий рубін після ограновування
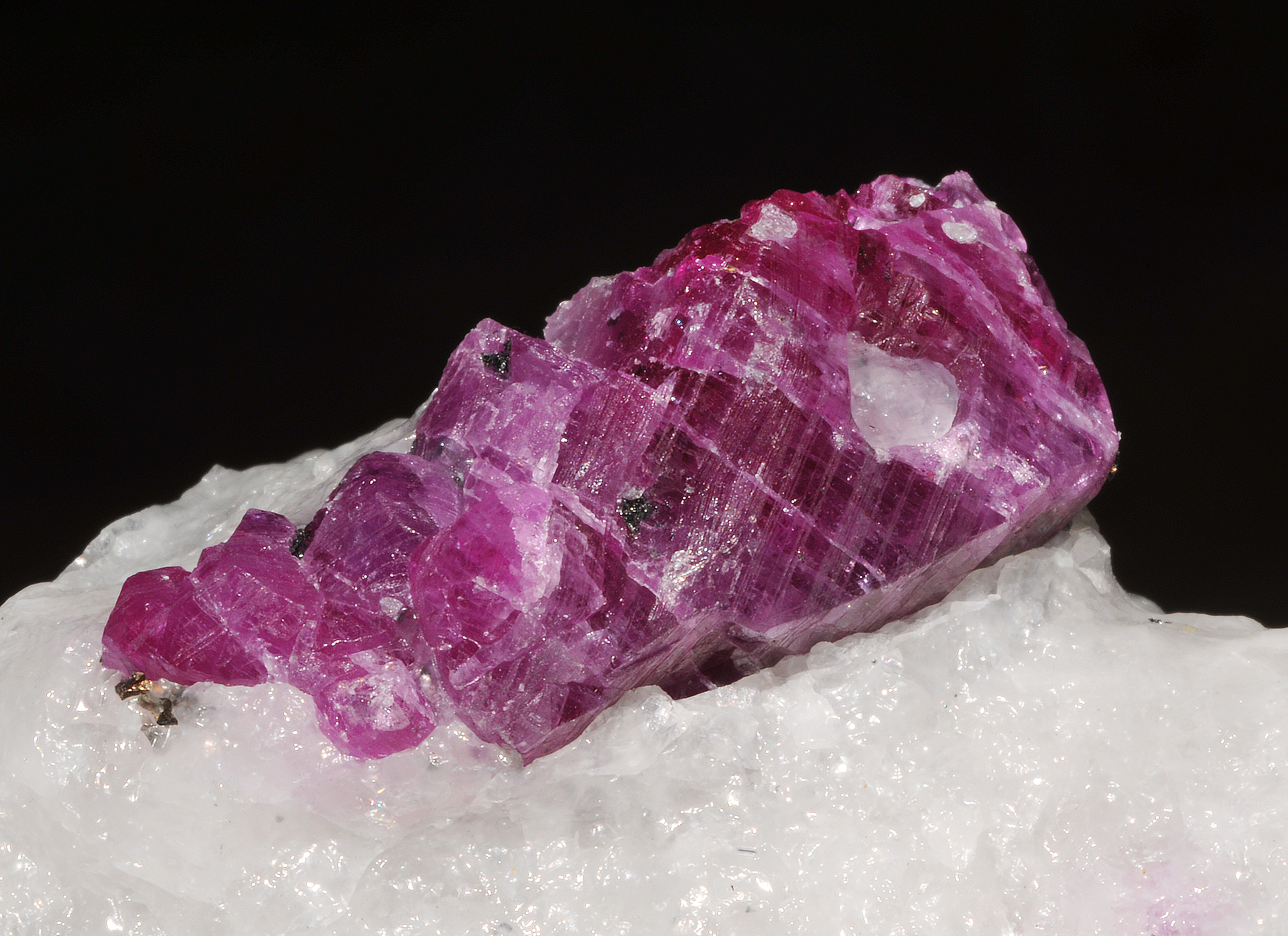
Пурпурові рубіни
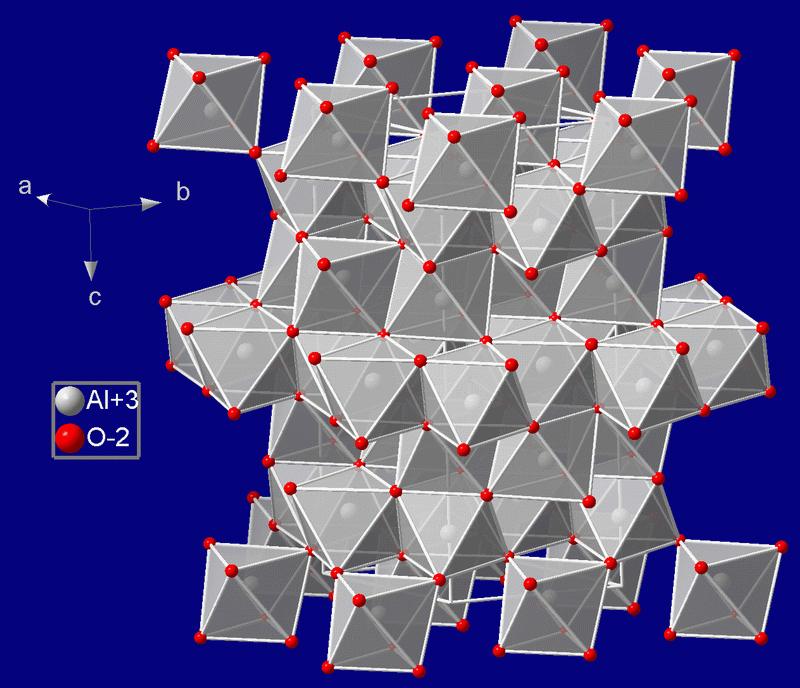
Кристалічна структура рубіна
border

## Застосування
- У квантовій електроніці. У лазерній техніці застосовуються синтетичні рубіни. Найперший твердотільний лазер і одночасно перший працюючий лазер у світі створив на штучному рубіні Теодор Майман 1960 року.
- Дорогоцінний камінь I категорії, використовується в коштовних ювелірних виробах. Використовують як дорогоцінний камінь, при виготовленні годинникових каменів.

### Найвідоміші рубіни
- «Рубін Едуарда» — 167 кар (Британський музей природничої історії, Лондон);
- Зірчастий рубін «Ріва» — 138,7 кар (Смітсонівський інститут, Вашингтон);
- Зірчастий рубін «Де Лонга» — 100 кар (Американський музей природознавства, Нью-Йорк);
- Рубін «Мир» — 43 кар, отримав назву за те, що був знайдений у 1919 році, під час закінчення першої світової війни.

## Марновірство
За старих часів рубіни славилися як «камені життя і любові». Вважалося, що володіння таким каменем додає господареві більше влади, сміливість і гідність. Рубінами сподівалися захиститися від біса й від чуми. Рубін є знаком зодіаку Скорпіона, Лева і Козерога.

Ювелірні вироби з рубінами
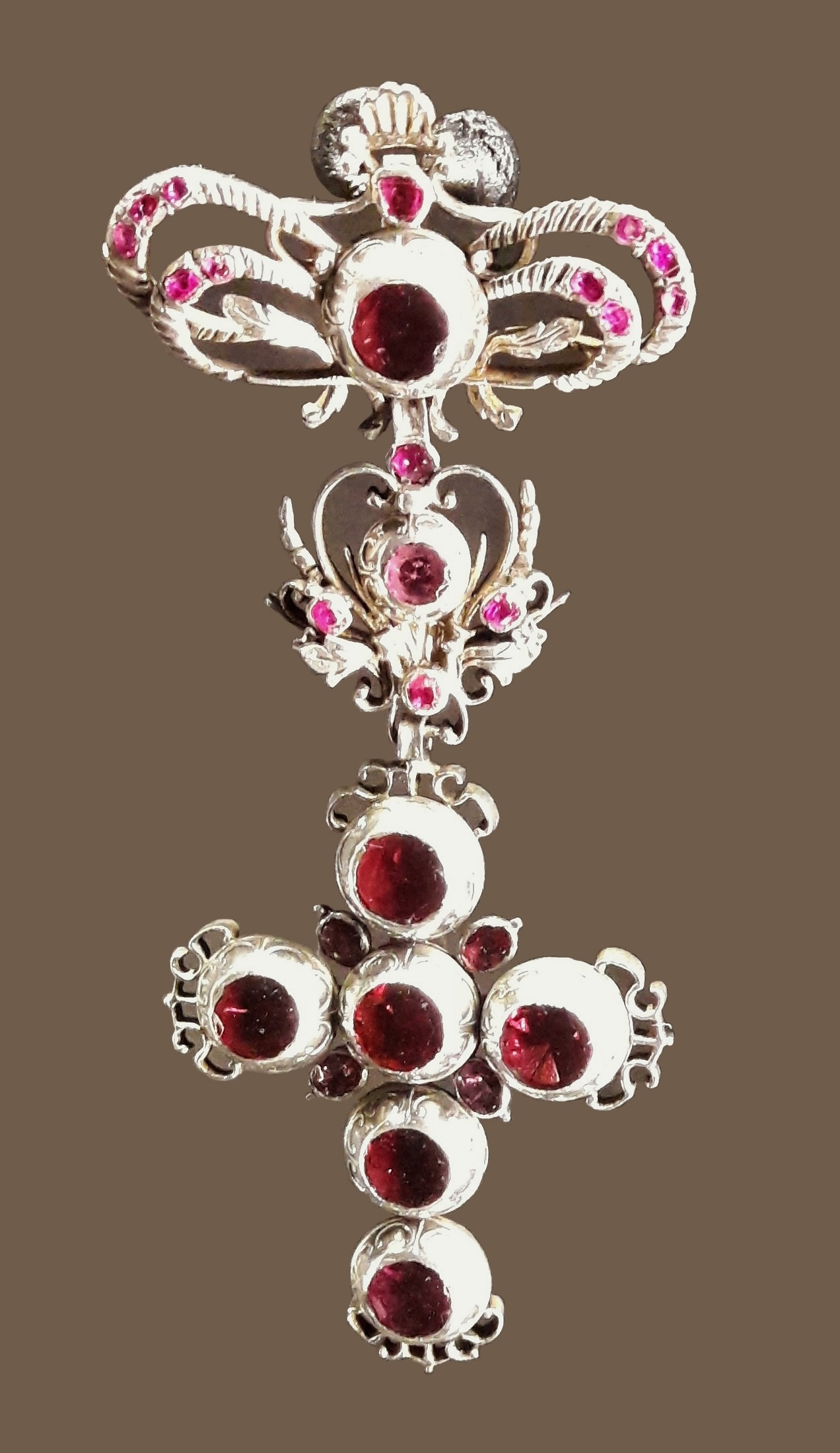
Кулон у формі хреста, перша половина XVIII століття
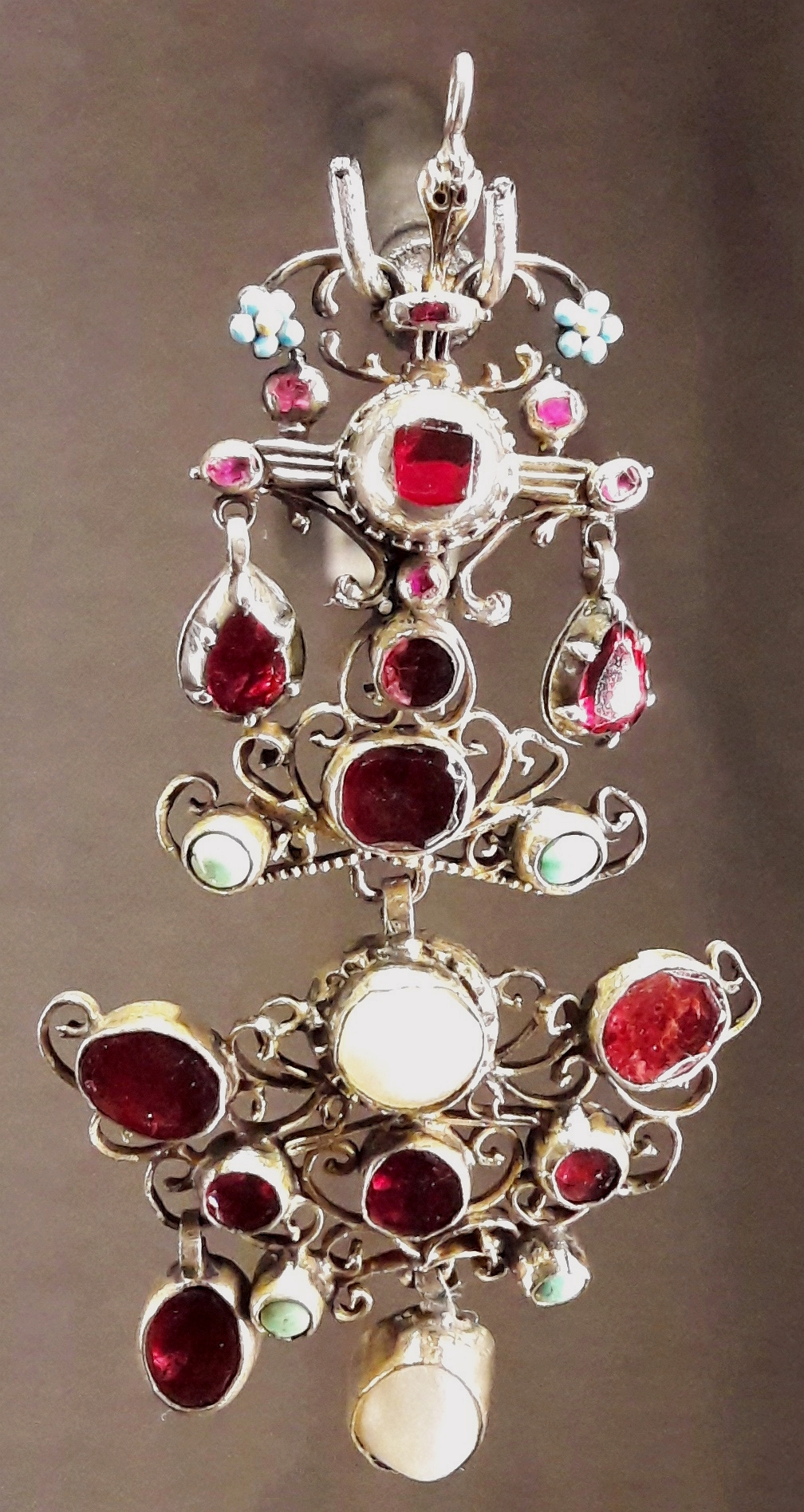
Підвіска з рубінами та опалами, друга чверть XVIII століття
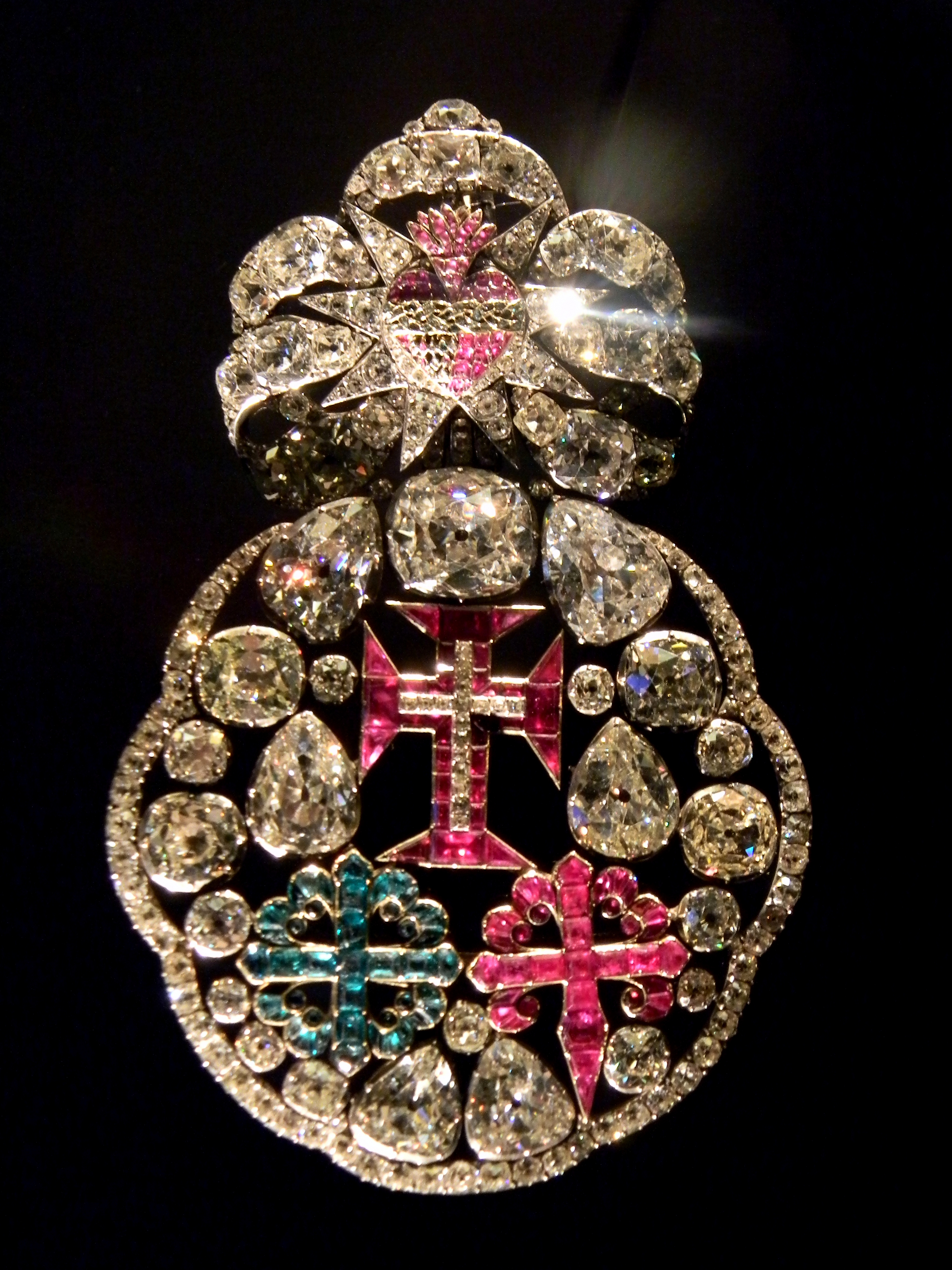
Знак потрійного ордена Португалії, золото, срібло, діаманти, рубіни і смарагди
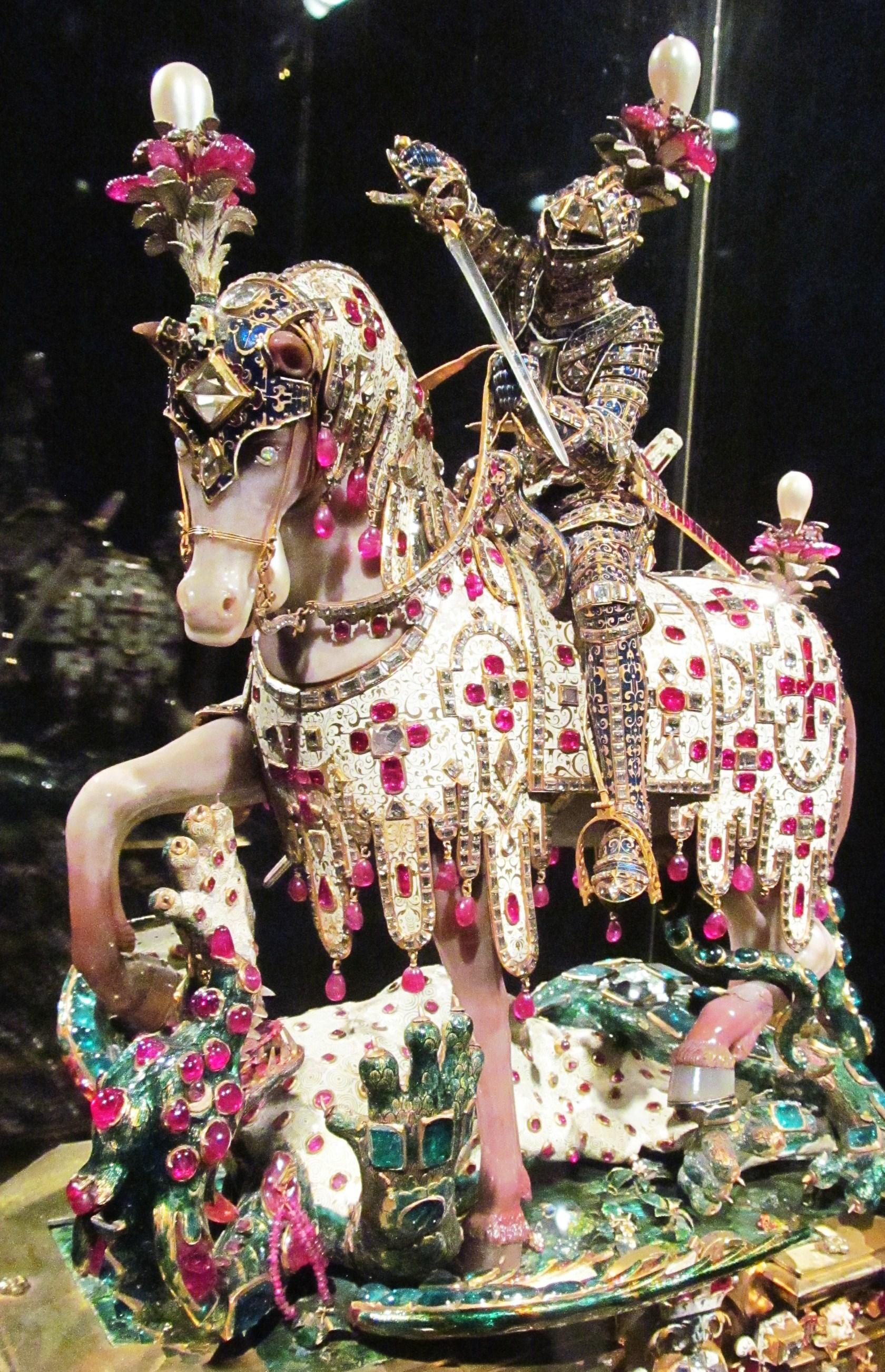
Статуетка Св. Георгія, 1586-1597 роки
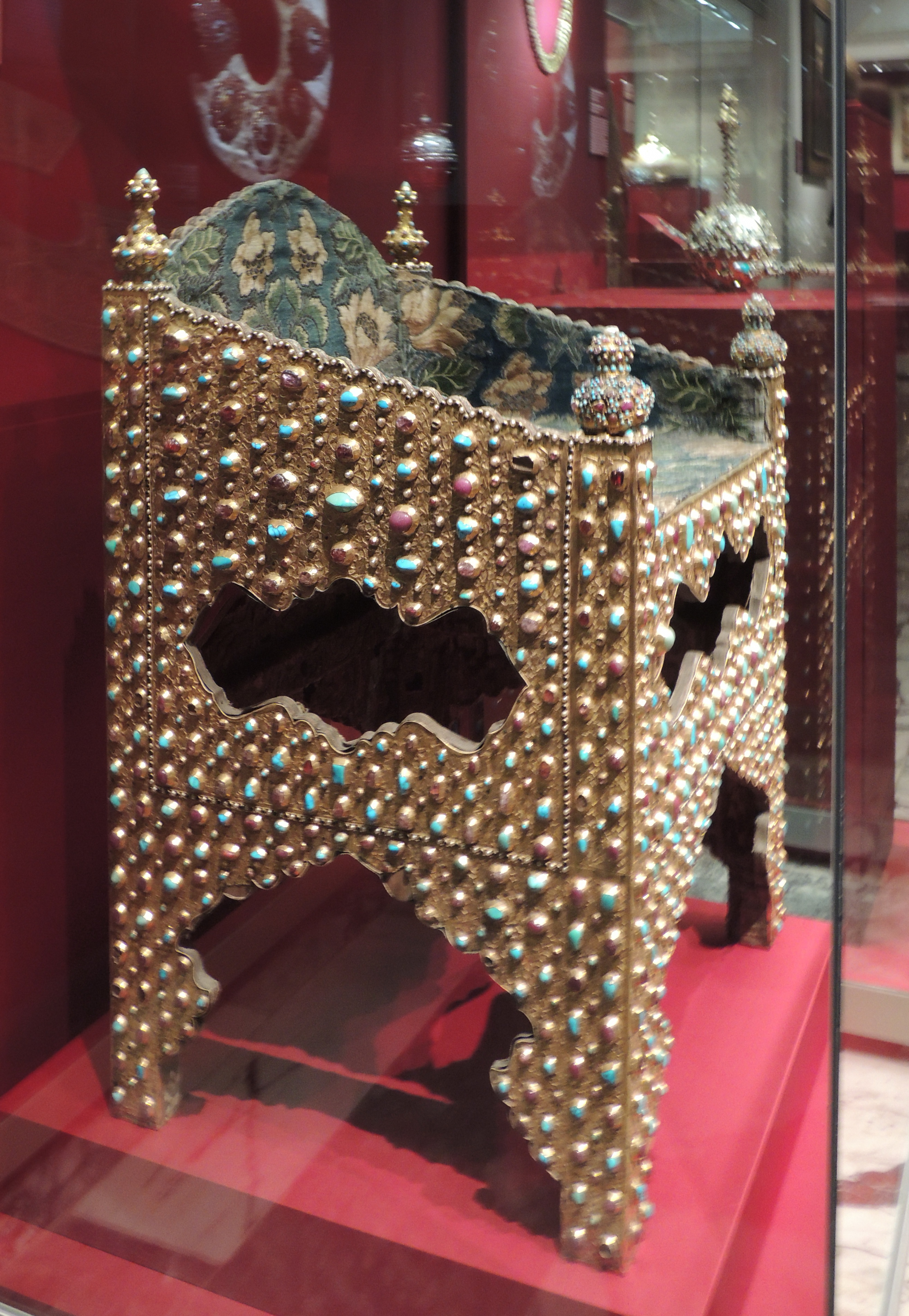
Трон шаха Аббаса I — подарунок царю Борису Годунову, до 1604 року, 552 рубіна, 825 каменів бірюзи, 177 перлин і 700 половинок перлин, Кремль
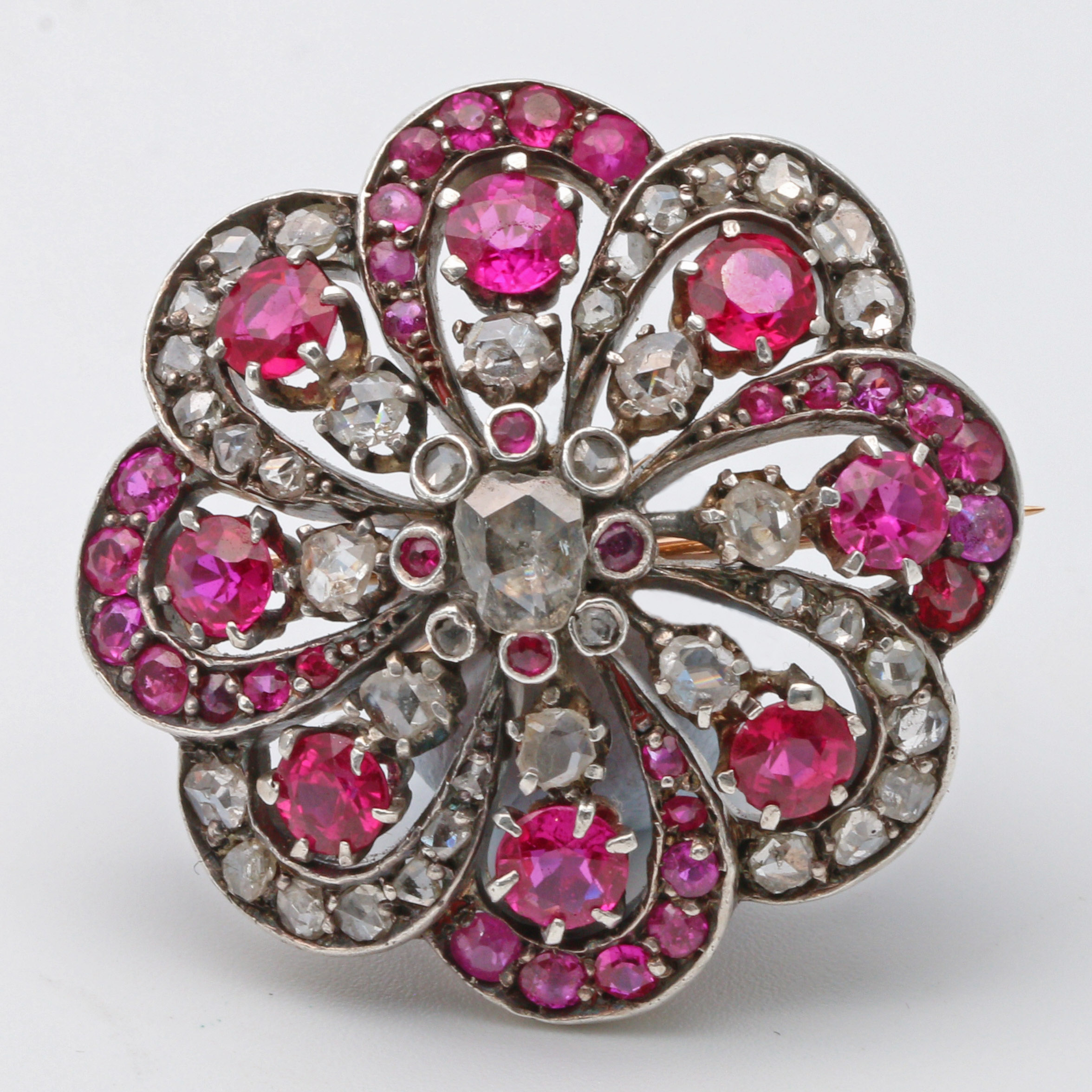
Вікторіанська брошка з рубінами і діамантами

## Фактори, що впливають на цінність рубінів
Рубіни, як і інші дорогоцінні камені, оцінюють з використанням критеріїв, відомих як «чотири C» (color, cut, clarity and carat): колір, ограновування, прозорість та вага в каратах. Рубіни також оцінюють на основі їх країни походження.
При оцінці кольорових дорогоцінних каменів колір є найважливішим фактором. Колір ділиться на три компоненти: відтінок, насиченість і тон. Прозорі дорогоцінні камені зустрічаються в чистих спектральних відтінках червоного, оранжевого, жовтого, зеленого, синього, фіолетового. Колір рубіна — червоний. Всі інші різновиди корунду називаються сапфірами.

### Облагородження рубінів
Фактично 95% рубінів на ювелірному ринку проходять процедуру облагородження. Завдяки термічній обробці покращується зовнішній вигляд каменю. Рубін внаслідок екстремальних температур набуває насиченого кольору та товарного виду. Саме облагородження за допомогою тільки нагрівання не вважається негативним явищем, оскільки натуральність каменя від цього не втрачається. Втім, найвищу ціну та інвестиційну привабливість мають камені, не облагороджені ніяким чином. Деякі види облагродження, як наприклад, заповнення мікротріщин рубіна свинцевим склом за високих температур, чи насичення поверхневого шару вже ограненого каменя берилієм для надання йому певного забарвлення, дуже знижують ціну каменя в порівнянні з необлагородженим, чи облагородженим тільки нагріванням. Втім, ці методи використовуються тільки для неякісної сировини, яка не потрапила б в продаж, не будучи облагородженою таким чином. Каменів, облагороджених методом заповнення свинцевим склом в торгівельній мережі абсолютна більшість. 
Знайти в магазинах прикраси з рубінами, що не проходили нагрівання, фактично неможливо. Трапляються тільки поодинокі випадки, що представляються в основному на аукціонах.

## Інтернет-ресурси
- International Colored Stone Association's ruby overview page
- Webmineral crystallographic and mineral info